# Золото джунглей
«Золото джунглей», в оригинале просто «Золото» (исп. Oro) — приключенческий фильм 2017 года режиссёра Агустина Диаса Янеса. Снят по краткому рассказу испанского писателя Артуро Переса-Реверте.

## Сюжет
Действие фильма происходит где-то в Центральной Америке («Индиях») XVI века. Небольшой отряд конкистадоров направляется на поиски некоего золотого города. Им предстоит столкнуться не только с опасностями джунглей и враждебными индейцами, но и с посланным следом другим отрядом, а также друг с другом. Герои фильма не имеют точных исторических прототипов и в то же время события их похода частично основаны на тех, что происходили с Лопе де Агирре, Васко Нуньесом де Бальбоа, Эрнаном Кортесом и Кабеса де Вака. Не называется и точное место действия, названия городов Пуэрто-Кристо, откуда вышел отряд, и Тесуэтлан, куда он направляется за золотом, также вымышлены и в то же время являются «типично испанским» и «типично индейским» топонимами для того времени и региона.